# Lijst van onroerend erfgoed in Vosselaar
Een overzicht van het onroerend erfgoed in de gemeente Vosselaar. Het onroerend erfgoed maakt deel uit van het cultureel erfgoed in België.

## Bouwkundig erfgoed
| Object                                       | Erfgoedstatus? | Bouwjaar of architect  | Deelgemeente | Adres                                 | Coördinaten                   | Nummer? | Afbeelding                                   |
| -------------------------------------------- | -------------- | ---------------------- | ------------ | ------------------------------------- | ----------------------------- | ------- | -------------------------------------------- |
| Villa des chenes                             |                | Pieter Jozef Taeymans  | Vosselaar    | Antwerpsesteenweg 1, Jagerslaan 3, 2A | 51° 18' 58" NB, 4° 54' 26" OL | 12374   | Villa des chenes                             |
| Villa Den ouden Barreel                      |                |                        | Vosselaar    | Antwerpsesteenweg 14-16               | 51° 19' 4" NB, 4° 54' 12" OL  | 12375   | Villa Den ouden Barreel                      |
| Art-decogetinte villa                        |                |                        | Vosselaar    | Antwerpsesteenweg 29                  | 51° 18' 58" NB, 4° 53' 59" OL | 12376   | Art-decogetinte villa                        |
| Villa Bergenend                              |                |                        | Vosselaar    | Antwerpsesteenweg 63                  | 51° 18' 55" NB, 4° 53' 39" OL | 12377   | Villa Bergenend                              |
| Villa Mimosa                                 |                |                        | Vosselaar    | Antwerpsesteenweg 67                  |                               | 12378   | Villa Mimosa                                 |
| Woning Bluekens                              |                | Eduard Van Steenbergen | Vosselaar    | Antwerpsesteenweg 164                 | 51° 18' 51" NB, 4° 52' 53" OL | 12379   | Woning Bluekens                              |
| Woning Hoppenbrouwers                        |                | Vanhout-Schellekens    | Vosselaar    | Bergeneindsepad 8                     | 51° 19' 4" NB, 4° 53' 41" OL  | 12380   | Woning Hoppenbrouwers                        |
| Lindenhoeve                                  |                |                        | Vosselaar    | Berkenmei 34-38                       | 51° 19' 8" NB, 4° 52' 32" OL  | 12381   | Upload foto                                  |
| Burgerhuis                                   |                |                        | Vosselaar    | Bolk 1-3                              | 51° 18' 43" NB, 4° 53' 16" OL | 12382   | Burgerhuis                                   |
| Hoeve Het Bakhuis                            |                |                        | Vosselaar    | Boskant 17                            | 51° 17' 53" NB, 4° 53' 1" OL  | 12383   | Hoeve Het Bakhuis                            |
| Oud Gemeentehuis van Vosselaar               | Monument       | Jules Taeymans         | Vosselaar    | Cingel 1                              | 51° 18' 46" NB, 4° 53' 19" OL | 12384   | Upload foto                                  |
| Burgerhuis                                   |                |                        | Vosselaar    | Cingel 2                              | 51° 18' 46" NB, 4° 53' 18" OL | 12385   | Burgerhuis                                   |
| Gemeentehuis en cultuurcentrum van Vosselaar |                |                        | Vosselaar    | Cingel 7                              | 51° 18' 44" NB, 4° 53' 18" OL | 12386   | Gemeentehuis en cultuurcentrum van Vosselaar |
| Dorpswoning                                  |                |                        | Vosselaar    | Cingel 8                              | 51° 18' 44" NB, 4° 53' 15" OL | 12387   | Dorpswoning                                  |
| Hoeve Breemhof                               |                |                        | Vosselaar    | De Breem 1                            | 51° 17' 46" NB, 4° 54' 24" OL | 12389   | Hoeve Breemhof                               |
| Hoeve met woonstalhuis                       |                |                        | Vosselaar    | De Breem 9                            | 51° 17' 29" NB, 4° 54' 29" OL | 12390   | Hoeve met woonstalhuis                       |
| Landhuis                                     |                |                        | Vosselaar    | De Breem 11                           | 51° 17' 25" NB, 4° 54' 35" OL | 12391   | Landhuis                                     |
| Huis Berk en Brem                            |                |                        | Vosselaar    | Emiel Van Hemeldonckstraat 5          | 51° 18' 49" NB, 4° 53' 0" OL  | 12393   | Huis Berk en Brem                            |
| Woning Peeters                               |                | Paul Neefs             | Vosselaar    | Heilanders 32                         | 51° 18' 17" NB, 4° 52' 51" OL | 12394   | Woning Peeters                               |
| Woonstalhuis Jagershof                       |                |                        | Vosselaar    | Hoeven 2                              | 51° 18' 39" NB, 4° 54' 3" OL  | 12395   | Upload foto                                  |
| Twee woonstalhuizen                          |                |                        | Vosselaar    | Hoeven 10-12                          | 51° 18' 37" NB, 4° 53' 59" OL | 12396   | Twee woonstalhuizen                          |
| Pastorie Het Hof met parkbos                 | Monument       |                        | Vosselaar    | Hofeinde 136                          | 51° 19' 22" NB, 4° 52' 44" OL | 12397   | Pastorie Het Hof met parkbos                 |
| Villa Janssens                               |                | Vanhout-Schellekens    | Vosselaar    | Jagerslaan 6                          | 51° 18' 55" NB, 4° 54' 22" OL | 12398   | Villa Janssens                               |
| Villa Thomas                                 |                | Paul Neefs             | Vosselaar    | Karel Druytslaan 4                    | 51° 18' 48" NB, 4° 53' 54" OL | 12399   | Villa Thomas                                 |
| Modernistische villa Sap                     |                | Eugène Wauters         | Vosselaar    | Karel Druytslaan 16                   | 51° 18' 50" NB, 4° 54' 8" OL  | 12400   | Modernistische villa Sap                     |
| Hoeve Tuindershof                            |                |                        | Vosselaar    | Kerkstraat 76                         | 51° 18' 50" NB, 4° 53' 39" OL | 12401   | Hoeve Tuindershof                            |
| Woonstalhuis                                 |                |                        | Vosselaar    | Kruisstraat 5                         | 51° 18' 24" NB, 4° 53' 21" OL | 12402   | Woonstalhuis                                 |
| Woning Jan Verbeek                           |                | Paul Neefs             | Vosselaar    | Oudstrijderslaan 38                   | 51° 18' 20" NB, 4° 53' 56" OL | 12403   | Woning Jan Verbeek                           |
| School- en gemeentehuis                      |                |                        | Vosselaar    | Parklaan 2                            | 51° 18' 50" NB, 4° 53' 16" OL | 12404   | School- en gemeentehuis                      |
| Parochiekerk Onze-Lieve-Vrouw                | Monument       |                        | Vosselaar    | Pastoor Woestenborghslaan 1A          | 51° 18' 46" NB, 4° 53' 14" OL | 12405   | Parochiekerk Onze-Lieve-Vrouw                |
| Dorpswoning                                  |                |                        | Vosselaar    | Remi Lensplein 3                      | 51° 18' 48" NB, 4° 53' 13" OL | 12406   | Dorpswoning                                  |
| Het Zwaluwhof                                |                |                        | Vosselaar    | Rijdtstraat 27                        | 51° 18' 2" NB, 4° 53' 25" OL  | 12407   | Het Zwaluwhof                                |
| Parochiekerk Sint-Jozef-Arbeider             | Monument       | Marc Dessauvage        | Vosselaar    | Sint-Jozefstraat 45                   | 51° 18' 13" NB, 4° 52' 53" OL | 12408   | Parochiekerk Sint-Jozef-Arbeider             |
| Hoeve                                        |                |                        | Vosselaar    | Vogelzanglaan 4                       | 51° 18' 39" NB, 4° 54' 8" OL  | 12409   | Hoeve                                        |
| Mariapark                                    |                |                        | Vosselaar    | Parklaan                              | 51° 18' 50" NB, 4° 53' 12" OL | 200612  | Mariapark                                    |
| Villa Olmenrode                              |                | Paul Meekels           | Vosselaar    | Antwerpsesteenweg 17                  |                               | 216851  | Villa Olmenrode                              |
| Kievitshoeve                                 |                |                        | Vosselaar    | Rijdtstraat 29                        |                               | 306208  | Kievitshoeve                                 |